# دینلسون (بازیکن فوتبال)
دینلسون (به پرتغالی: Dinélson dos Santos Lima) هافبک اهل برزیل است که در شهر اناگی و در تاریخ ۴ فوریهٔ ۱۹۸۶ به دنیا آمده‌است.
دینلسون در تیم‌های فوتبال Guarani سابقهٔ حضور دارد.